# 吉田生風庵
吉田生風庵（よしだしょうふうあん）は、愛知県名古屋市の表千家流茶家及びその茶室の名称。

## 来歴
江戸時代末期、初代である吉田紹和が茶の湯を好み、15歳の時に茶道修業のため上洛。表千家流堀内家の堀内不識斎に師事した。その後、不識斎の紹介で表千家10代家元吸江斎のもとへ入門し、表千家の宗匠となった。名古屋へ帰郷した後は、尾張藩家老石河氏や専修寺大門主に茶の湯をもって仕えた。以降、当主は代々、表千家家元のもとで内弟子として修業している。
4代吉田紹清が名古屋市昭和区菊園町に建てた三畳台目の茶室「生風庵」は、紹清の没後に名古屋市へ寄付された。その後、名古屋市から姉妹都市である米国カリフォルニア州ロサンゼルス市に贈与され、同市ワットルズ・パーク内の日本庭園に移築された。その際、茶室名は「光風庵」に改められた。
5代吉田紹村（堯文）の時、名古屋市中区瓦町に居を移した。紹村は茶人として活動する一方で、茶道文化の学術的研究にも尽力し、一般向けの茶道教本である『表千家流点前』など、数多くの著作を残した。
近年、帝国陸軍が初代紹和へ宛てた、作庭に感謝する礼状が発見された。これにより、紹和が陸軍から依頼を受け、名古屋城の「三之丸庭園」及び「南御庭」の作庭を指揮していたことが判明した。これらの庭には、江戸時代初期に造られた「二之丸庭園」にあった巨石が転用されたとみられる。
吉田家歴代
- 初代 吉田掃雪（方圓斎紹和）
- 2代 吉田雪庭（耕々斎紹敬）
- 3代 吉田香穂
- 4代 吉田紹清（不知斎紹清）
- 5代 吉田堯文（暁々斎紹村）
- 6代 吉田舜二
- 7代 吉田周一郎

## 吉田堯文（紹村）
生風庵5代吉田堯文（紹村）は、明治41年、愛知県名古屋市生まれ。4代吉田紹清の長男。旧制愛知一中、第八高等学校を経て、昭和6年に京都帝国大学文学部国文科を卒業。在学中から表千家12代家元・惺斎に学び、のち13代即中斎に弟子入りして、茶道の探究に努めた。恩賜京都博物館（現京都国立博物館）鑑査員を経て、昭和41年、父の死に伴い5代目を継ぎ、昭和44年に紹村と号した。茶人としてのみならず、文筆家としても熱心に活動し、前述の『表千家流点前』のほか、『茶道全集』（全15巻）の編集や、七事式の点前をまとめた『千家七事式』の執筆など、茶道に関する書籍の刊行に携わり、文筆の面からも茶道文化の振興に力を注いだ。昭和45年、没。

### 著書
- 『表千家流点前(正篇)』（茶道文庫1） 河原書店、2000年改訂 ISBN 978-4761100018
- 『表千家流点前(続篇)』（茶道文庫21）河原書店、1985年改訂 ISBN 978-4761100216
- 『千家七事式』（茶道文庫14） 河原書店、1988年改訂 ISBN 978-4761100148